# حسام غالي
حسام غالي (مواليد 15 ديسمبر 1981) هو لاعب كرة قدم مصري سابق، لعب آخر مبارياته مع النادي الأهلي المصري. لعب غالبا كلاعب وسط، ولكنه لعب كظهير أيمن في بعض الأحيان.
شارك غالي في 55 مباراة دولية مع منتخب مصر، لعب أول مبارياته في عام 2002، وشارك في بطولتي كأس الأمم الأفريقية 2004 وكذلك كأس الأمم الأفريقية 2010 (التي فاز بها).
لعب غالي لتوتنهام هوتسبير في الدوري الإنجليزي الممتاز بين عامي 2006 و2009.
كانت آخر مباريات حُسام غالي 11 مايو 2018 بين النادي الأهلي وأياكس أمستردام الهولندي بالإمارات (وفاز الأهلي بالمباراة).

## المسيرة الاحترافية
بدا اللعب في نادى بيلا، ثم انضم للنادي الأهلي للناشئين ثم تم تصعيده إلى الفريق الأول، ثم بدأ أول طريق الاحتراف في نادي فينورد الهولندي ثم توتنهام الإنجليزي. ثم احترف بنادي ديربي كاونتي بدوري الدرجة الثانية الإنجليزي. وانتقل بعدها إلى نادي النصر السعودي لثلاث مواسم. ثم انتقل للنادي الاهلي وأصبح كابتن الفريق وعاد إلى النصر عام 2017.
دخل حسام غالي لاعب الأهلي ولاعب توتنهام هوتسبير سابقا ضمن التشكيلة الأساسية للأسبوع الـ 30 من الدوري الأنجليزي 2006-2007. [بحاجة لمصدر] انتقل لنادى النصر السعودي بعد مشكلة بينه وبين جماهير توتنهام إثر إلقاء قميص الفريق في وجهه المدرب السابق مارتن يول عندما اشركه في بداية الشوط الثاني ثم سحبه مرة أخرى بعدها بسبع دقائق. فاز مع الاهلي ببطولة أفريقيا 2001 والسوبر الأفريقي 2002.

### اعتزاله
قرر حسام غالي الاعتزال رسميًا عن لعب كرة القدم في مايو 2018، حيث أقيمت مباراة الاعتزال مع فريق أياكس الهولندي على ستاد هزاع بن زايد في الإمارات، وانتهت المباراة لصالح الأهلى بالتقدم على أياكس الهولندي بهدف واحد فقط، يذكر أن حسام غالى قد بدأ لعب كرة القدم مع النادى الاهلى عام 2000 واعتزل في 11 مايو 2018.

## وصلات خارجية
- حسام غالي على موقع الاتحاد الدولي (مؤرشف)  (الإنجليزية)
- حسام غالي على موقع الاتحاد الأوربي (الإنجليزية)
- حسام غالي على موقع قاعدة بيانات كرة القدم.إي يو (الإنجليزية)
- حسام غالي على موقع ناشيونال فوتبول تيمز (الإنجليزية)
- حسام غالي على موقع Soccerbase.com (لاعب) (الإنجليزية)
- حسام غالي على موقع Soccerway.com (الإنجليزية)
- حسام غالي على موقع عالم كرة القدم.نت (الإنجليزية)
- النادي الأهلي المصري
- عرض من بلاكبيرن
- صفحته الشخصية على موقع توتنهام